# Chiesa dell'Assunzione di Maria Vergine (Marentino)
La chiesa dell'Assunzione di Maria Vergine è la parrocchiale di Marentino, in città metropolitana e arcidiocesi di Torino; fa parte del distretto pastorale Torino Sud-Est.

## Storia
Un decreto arcivescovile del 1º ottobre 1986 ha riunito le tre antiche parrocchie di Marentino, Avuglione e Vernone. La chiesa del capoluogo (Marentino) intitolata all'Assunzione di Maria Vergine è stata scelta come parrocchiale.
Marentino sorse probabilmente, come molti altri villaggi della zona, nell'ambito della campagna di ripopolamento delle colline del Po e del Monferrato promossa verso l'anno Mille dai vescovi di Torino e Asti. Il primo insediamento doveva trovarsi sulla collina (bric) dell'antica chiesa di Maria Assunta, ora detta "dei Morti" (attuale chiesa cimiteriale), le cui parti più antiche risalgono a quell'epoca. Il toponimo "Marentino" di origine latina (forse diminutivo del nome proprio Emerentius) suggerisce peraltro l'esistenza di un villaggio già in epoca romana.

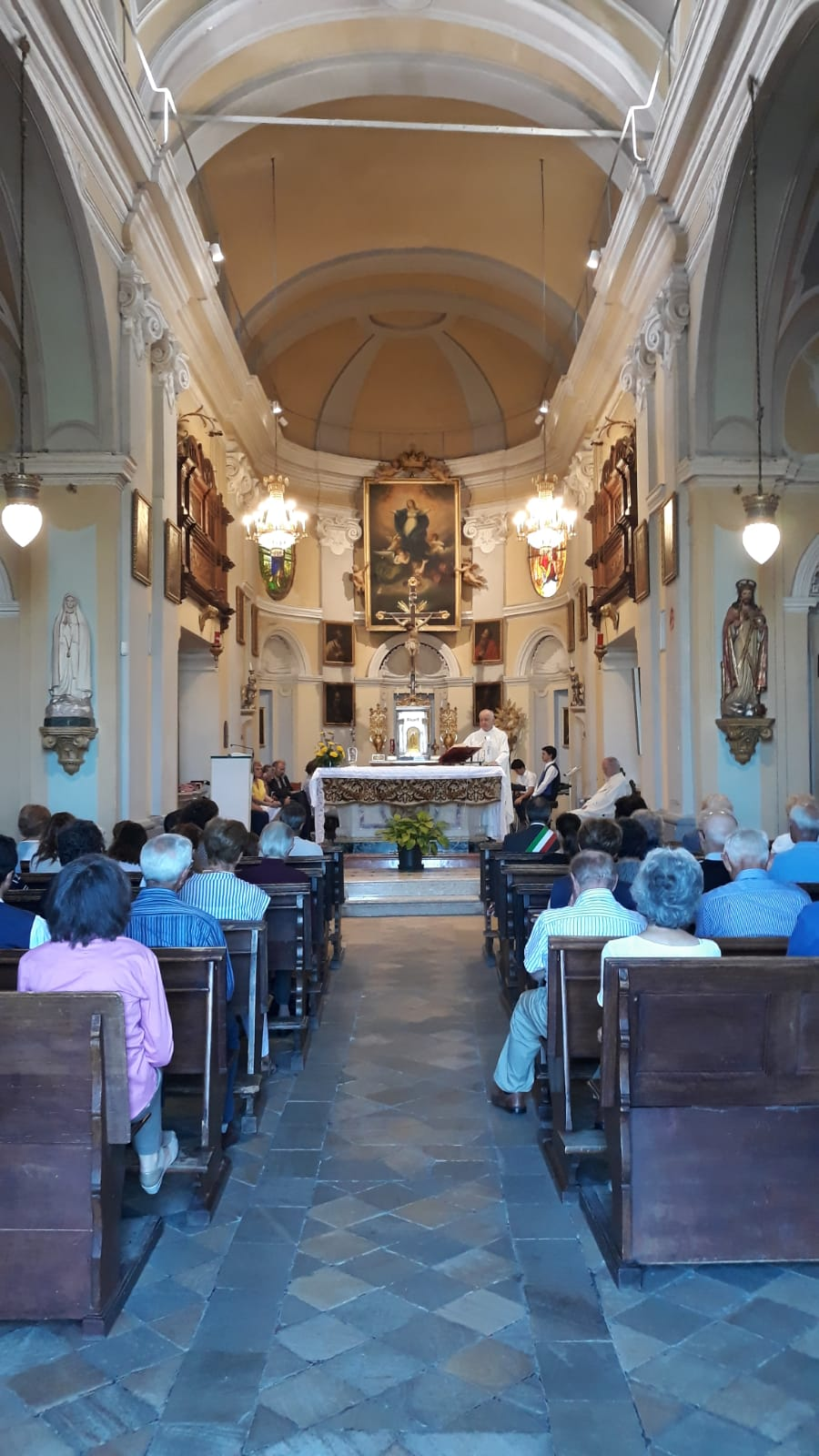
Chiesa parrocchiale di Marentino, interno

In epoca imprecisata l'abitato si è trasferito sulla collina vicina, sovrastata dalla rocca del signore del luogo, menzionato per la prima volta nel 1386, all'interno del quale esisteva una cappella intitolata a san Bartolomeo Apostolo. Fra Tre e Quattrocento quest'ultima da «chiesa semplice» subentrò per la comodità della popolazione all'antica pieve nelle funzioni di parrocchiale e nell'intitolazione all'Assunta.
Non sappiamo come si presentasse la chiesa medievale di San Bartolomeo: probabilmente nel tempo era stata ampliata e rimaneggiata, e tuttavia nel Seicento minacciava rovina. Nel Settecento l'edificio fu completamente abbattuto e ricostruito in stile barocco dai "mastri da muro" Tappi e Gibello (con interventi documentati dell'ingegner Giuseppe Antonio Riva, attivo in molti cantieri di chiese e palazzi chieresi); fu poi riconsacrato dall'arcivescovo Francesco Luserna Rorengo di Rorà. Risalgono a quell'epoca la facciata e la struttura attuale barocca a croce latina con una navata e due profonde cappelle laterali. 
Agli inizi del XX sec., il parroco don Federico Leschiera promosse alcuni importanti lavori di ristrutturazione: il presbiterio fu completamente ricostruito e ingrandito; ai suoi fianchi furono edificati due bracci absidali e una nuova sacrestia.
La base del campanile è tuttora costituita dall'antica torre del castello, sopraelevata nel 1764. Venne cinta negli anni '50 del Novecento da un sostegno in cemento armato, oggi rivestito da uno strato di mattoni a vista.
Nel 1994, in ossequio alle nuove norme liturgiche, fu collocato nel presbiterio l'altare postconciliare rivolto verso l'assemblea.

## Descrizione

### Esterno
La facciata della chiesa, stretta fra il possente campanile e la casa parrocchiale, risalta grazie al sapiente uso delle linee spezzate dei cornicioni e delle volute che avvolgono il livello superiore. È suddivisa da una cornice marcapiano in due registri, presenta in quello inferiore, tripartito da quattro lesene terminanti con capitelli ionici, il portale d'ingresso sormontato dall'iscrizione "ASSUMPTAE IN COELUM/VIRGINIS DEIPARAE/ DULCE PIGNUS/ VENITE ADOREMUS" («All'Assunta in cielo, Vergine e Madre di Dio, dolce pegno, venite adoriamo»), mentre in quello superiore, affiancato da due volute e coronato dal timpano triangolare, il rosone di forma ovale.

### Interno
All'interno della chiesa, nel vano sottostante il campanile, è sistemato un altare della Vergine di Lourdes. 
Un battistero ligneo (di inizio '900) circondato da una cancellata è posto nel vano di fronte, a sinistra dell'ingresso. Nei suoi pressi è collocata una lapide in ricordo di Ludovico Beccaria, signore di Marentino, che alla fine del Seicento donò il suo palazzotto perché divenisse la nuova casa parrocchiale.
La cappella laterale di destra ospita l'altare dedicato a san Giuseppe, con la tela raffigurante il suo pio transito, alcune urne reliquiarie, una statua di Gesù fanciullo e l'icona della Consolata. 
La cappella laterale di sinistra ospita l'altare della Madonna del Rosario, ricostruito nel Novecento. La nicchia con la statua di Maria è circondata da 15 formelle che raffigurano i misteri del Rosario. 
Appese ai quattro pilastri centrali della navata, che sostengono il tiburio, si notano le statue di Cristo Re, della Madonna di Fatima, di santa Rita e di santa Teresa di Lisieux. 
L'ampio presbiterio ospita l'altare-mensa e il tabernacolo, elementi superstiti del vecchio altar maggiore.
L'abside è caratterizzata dalla presenza di tre nicchie nella parte bassa, sovrastate dalle vetrate di san Bartolomeo e santa Cecilia e dalla grande pala d'altare, copia ottocentesca di un'Assunta di Guido Reni (originale conservato a Monaco di Baviera). Coronano le pareti del presbiterio due finti coretti e pregevoli tele raffiguranti i dodici Apostoli. 
Nel braccio absidale di destra è conservata la pala d'altare proveniente dalla vicina chiesa di San Carlo Borromeo, raffigurante il cardinale milanese in venerazione dell'Assunta, forse della scuola del Moncalvo. Nel vano antistante la sacrestia è esposto un crocifisso processionale del XVIII sec.
Degna di nota la targa posta da don Leschiera nel 1936 nell'altare di San Giuseppe, in onore del generale Gaetano Giardino, Maresciallo d'Italia. Celebre comandante della IV Armata del Grappa nel 1918, fu molto legato a Marentino che frequentò per tutta vita. La targa riporta un'effige del Generale ("Qui dava esempio di fede e di pietà cristiana il Vindice della grande mutilata del Grappa") e l'icona della Madonnina del Monte Grappa.
La chiesa ospita un armonium (modello "quatre jeux et demi"), fabbricato nel 1856 a Parigi dalla ditta Alexandre Père et Fils e donato alla parrocchia nel 1923 dalla famiglia Zuccala di Marentino, in sostituzione di un organo a canne andato perduto. Nel 2023 lo strumento è stato restaurato dal liutaio Gabriele Bosco di Riva presso Chieri.